# AMC Schneider P16
La Schneider P16 est une automitrailleuse française de l'entre-deux-guerres, produite par Schneider. Conçue dans les années 1920 pour la cavalerie française, sa formule semi-chenillée (système Kégresse) lui donne une bonne mobilité pour l'époque. Faute de mieux, elle combat pendant la bataille de France en 1940.

## Historique

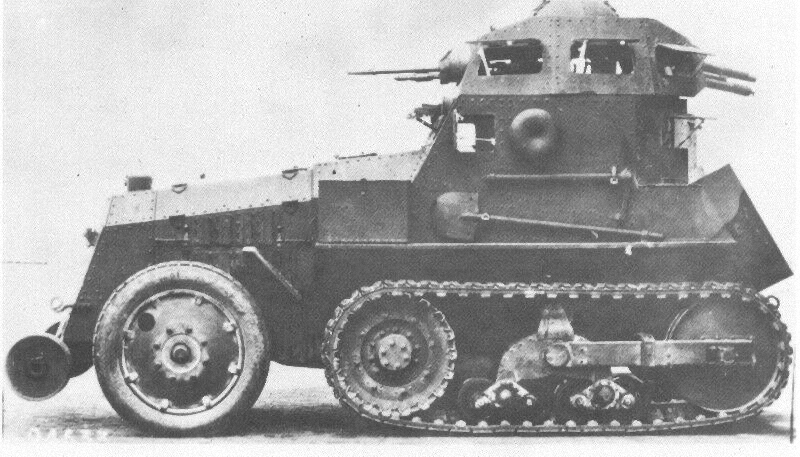
Schneider P16 de pré-série.

Elle dérive de l'automitrailleuse Citroën P4T (it), automitrailleuse peu fiable équipée de chenilles Kégresse et conçue par Citroën. Citroën agrandit son véhicule et le propose à la cavalerie, répondant ainsi à deux spécifications de 1923 et 1924. Un prototype non terminé, à propulseur (chenillé) P7T avec un blindage en bois, est testé en mai 1925 à la commission d'expérimentation de matériel automobile de Vincennes. La commission constate les progrès offert par le véhicule et quatre premiers exemplaires sont commandés en juin 1925. Il s'agit d'exemplaires de pré-série, dénommés Schneider 16 CV, ou parfois M28,. Citroën ne disposant pas de la capacité de produire, le contrat est transféré à Schneider. La production du modèle de série débute en 1930 et 96 sont produits. La dernière est livrée en 1931. La désignation officielle du modèle de série, parfois désigné M29,, est AMC Schneider P16, du nom du propulseur (chenillé) Kégresse P16 qui équipe les véhicules de pré-série, bien que le propulseur P16 a été remplacé par un P17 sur les véhicules de série.

## Caractéristiques
L'automitrailleuse a un équipage de trois hommes, un chef de voiture, qui fait également fonction de pointeur et tireur en tourelle, un conducteur et un inverseur.
L'armement, concentré en tourelle, est un canon de 37 mm et une mitrailleuse. Les modèles de pré-série les portent en opposition, la mitrailleuse étant alors une Hotchkiss de 8 mm. Sur les modèles de série les deux armes sont jumelées et la mitrailleuse est une MAC 31 de 7,5 mm,. L'engin dispose également d'une mitrailleuse de rechange conservée à l'intérieur. Avant l'attaque allemande de mai 1940, les canons de 37 reçoivent un cache-flamme (en) qui leur donne une allure plus moderne.
Le moteur de la version M29 est un Panhard PK4-E3 sans soupape, à 4 cylindres de 85 × 140 mm, d'une puissance maximale de 60 ch,. Blindée à 11,5 mm maximum et pesant 6,3 t en ordre de marche,, l'AMC P16 peut atteindre environ 50 km/h, pour une vitesse moyenne sur route de 30 km/h,,. Le moteur consomme 45 l d'essence au 100 km (43 l au 100 km avec du Benzol),. La Schneider-Kégresse emporte 125 l d'essence en deux réservoirs séparés et son autonomie pratique est de 250 km,.
L'automitrailleuse Schneider peut monter des pentes de 40%,. Un rouleau placé à l'avant améliore les capacités de franchissement du véhicule,.

## Service

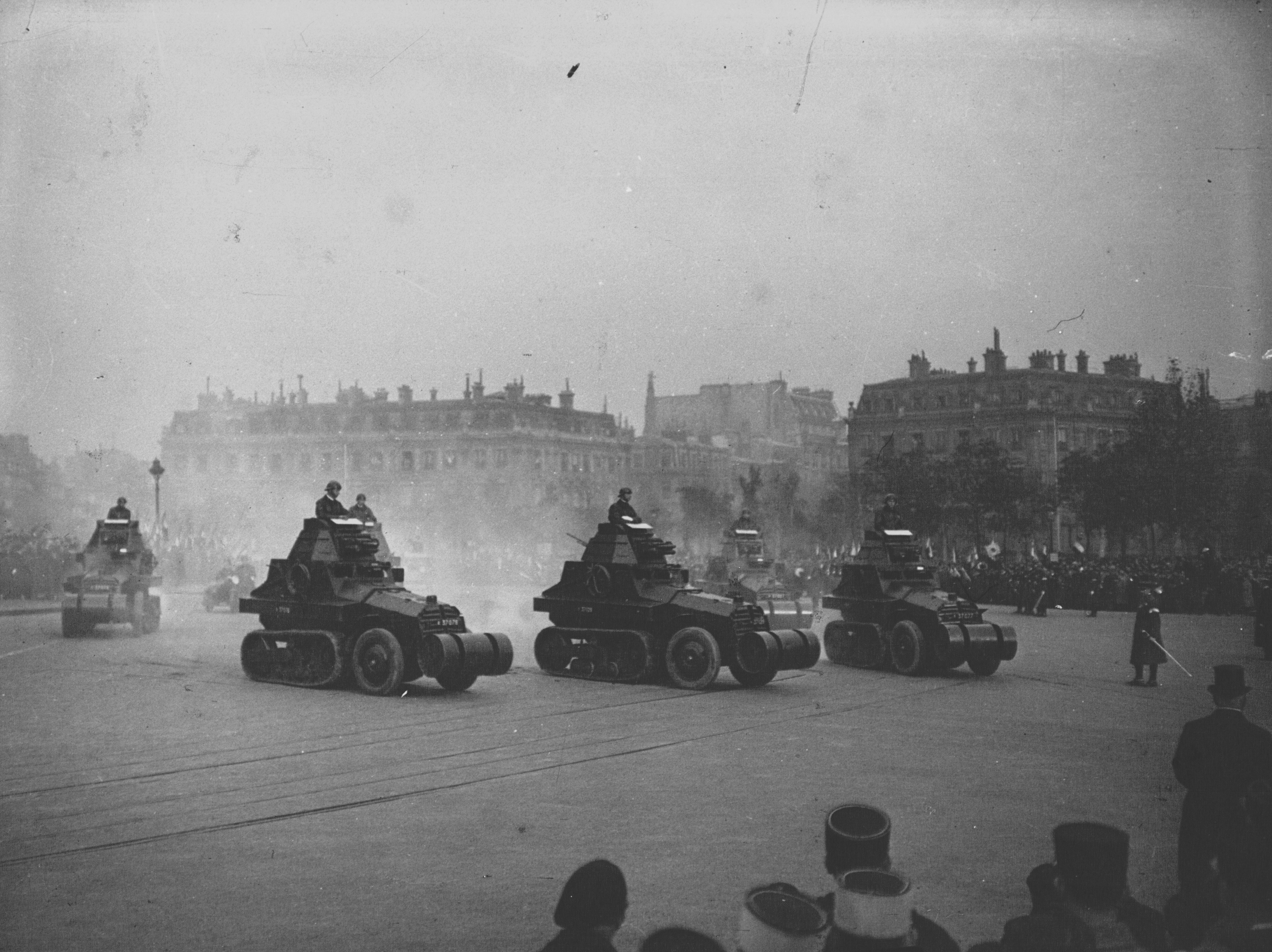
AMC P16 du 3e GAM à Paris le 11/11/1934.

En 1931, la Schneider P16 est classée automitrailleuse de combat, bien que ses capacités soient légèrement inférieures à celles demandées par la cavalerie. Elle entre en service dans les escadrons d'automitrailleuses de cavalerie puis en 1933 dans les groupes d'automitrailleuses (1er, 2e, 3e, 4e et 5e GAM),,,,. En vue de la création de la 1re division légère mécanique, le 18e régiment de dragons reçoit en 1934 des AMC P16 tandis que le 4e GAM devient 4e régiment de cuirassiers.
En 1934, la 3e compagnie d'automitrailleuses de la garde républicaine mobile reçoit 14 Schneider P16. Elles quittent la gendarmerie en 1937 pour la Tunisie, rejoignant le 4e régiment de chasseurs d'Afrique.
Remplacée dans les divisions légères mécaniques par le SOMUA S35 à partir de 1937, la Schneider P16 est déclassée comme automitrailleuse de reconnaissance (AMR),,. Les P16 des DLM rejoignent les régiments destinés à former des groupes de reconnaissance de division d'infanterie (GRDI) : le 6e GAM,, le 7e GAM[réf. souhaitée], le 9e régiment de dragons, le 7e régiment de chasseurs et le 11e régiment de chasseurs.
En mai 1940, elles doivent être remplacées par des chars de cavalerie Hotchkiss H39 mais 54 sont toujours affectées dans les 1er, 3e, 4e, 6e et 7e GRDI ainsi qu'au 2e régiment de chasseurs d'Afrique portés en Tunisie,. Quelques unités reformées en juin 1940 après Dunkerque, comme le 8e régiment de cuirassiers, reçoivent des P16 obsolètes, rapidement perdues. Les P16 stationnées en Afrique du Nord sont transférées en mai 1941 au 3e régiment de chasseurs d'Afrique puis en juillet au 5e RCA d'Oran. Leur dernier service actif a lieu lors de la campagne de Tunisie en 1942.